# Alma Motzko
Alma Motzko (* 1. Juni 1887 in Kierling, Niederösterreich; † 22. November 1968 in Wien; auch Alma Motzko-Seitz) war eine österreichische Historikerin und Politikerin (CSP/VF) und von 1920 bis 1934 Stadträtin in Wien.

## Leben
Alma Seitz besuchte als Privatistin ein deutschsprachiges Gymnasium in Prag. An der Universität Wien studierte sie Geschichte, Geographie und Philosophie und wurde 1912 zum Dr. phil. promoviert. Am 21. September 1920 heiratete sie den Hochbauingenieur Ludwig Motzko, einen Beamten der Bauabteilung des Magistrats der Stadt Wien.
Sie engagierte sich als Generalsekretärin der Katholischen Frauenorganisation für Niederösterreich im sozialpolitischen und kreativen Bereich und wurde Präsidentin der katholischen Frauenorganisation für die Erzdiözese Wien sowie Vizepräsidentin der Reichsorganisation katholischer Frauen Österreichs. Im April 1918 wurde sie zudem im Ministerium Seidler von Viktor Mataja, dem ersten Sozialminister Europas, als Referentin für Frauenarbeit in das Ende 1917 gegründete k.k. Ministerium für soziale Fürsorge berufen.
Anfang November 1918 wurde das zuletzt für wenige Tage von Ignaz Seipel geleitete Ministerium in Deutschösterreich vom Staatsamt für soziale Fürsorge unter dem Sozialdemokraten Ferdinand Hanusch abgelöst.
Im Dezember 1918 wurde Motzko von der Christlichsozialen Partei in den damals provisorischen Wiener Gemeinderat entsandt, dem sie von der Gemeinderatswahl im Mai 1919 an als gewählte Mandatarin bis 1934 angehörte.
Zudem gehörte sie als Vertreterin ihrer Partei ab Mai 1919 dem Stadtrat, dem Exekutivausschuss des Gemeinderates und, ab Juni 1920, dem Stadtsenat an. Sie war im Stadtrat bzw. Stadtsenat Reumann und in den Stadtsenaten Seitz I bis Seitz III bis zur Abschaffung der demokratischen Stadtregierung durch die diktatorische Bundesregierung Dollfuß II am 12. Februar 1934 die einzige weibliche Stadträtin in Wien. Jedoch blieb Motzko auf Grund der absoluten Mehrheit der Sozialdemokraten immer ohne eigenes Ressort.
Auch wenn sie dem von einigen ihrer Parteifreunde herbeigeführten „Ständestaat“ grundsätzlich bejahend gegenüberstand, kritisierte sie die gegen Frauen gerichteten Maßnahmen, wie die Wiedereinführung des Heiratsverbots für Beamtinnen und Lehrerinnen, die Kürzung von Budgetmitteln für Mädchengymnasien und die Rückschritte bei der Gleichstellung der Frauen. Sie wehrte sich auch gegen den zunehmenden Einfluss der Amtskirche auf die katholische Frauenorganisation. Statt einer demokratischen Wahl setzte Kardinal Innitzer gegen ihren Widerstand für die Erzdiözese Wien das Recht auf die Ernennung von Funktionärinnen durch. 1935 wurde sie deshalb zum Rücktritt als Präsidentin genötigt. 1937 übernahm sie als Leiterin das Frauenreferat der Einheitspartei Vaterländische Front, die bis zum „Anschluss“ Österreichs an das nationalsozialistische Deutschland im März 1938 bestand.
Ihre allfällige berufliche Tätigkeit während des NS-Regimes ist nicht ermittelt. Nach dessen Ende, 1945, übernahm sie im wieder erstandenen Österreich keine politische Funktion mehr und arbeitete als Wiener Landesgeschäftsführerin des sozialen Hilfswerks.
Alma Motzko wurde am 28. November 1968 auf dem Ober-St.-Veiter Friedhof in Wien bestattet; das Grab wurde nun als Ehrengrab geführt (Gruppe J, Reihe 10, Nr. 14). In diesem Grab war 1949 ihr Ehemann Ludwig Motzko, 68-jährig verstorben, beigesetzt worden, der 1942 in Lehmann mit der Berufsbezeichnung Technischer Zentralinspektor a. D. aufschien.
Das nach 1945 errichtete Gebäude in Wien 1., Schwedenplatz 3–4, in dem sich heute unter anderem das Hotel Capricorno befindet, wurde vom Bauherrn nach ihr Dr.-Alma-Motzko-Seitz-Hof benannt. (Alma Motzko hatte dem Stadtrat angehört, der 1919 den Namen Schwedenplatz beschloss.)

## Schriften
- P. Heinrich Giese. Ein Lebensbild. Nach den Aufzeichnungen seiner Freunde. St.-Gabriel, Mödling bei Wien 1955.
- Klara Fietz, eine Begnadete. St.-Gabriel, Mödling bei Wien 1955.
- Frauenbilder aus Österreich. Eine Sammlung von 12 Essays. Obelisk, Velden a.W./Wien 1955.
- Johanna Weiß. Ein Lebensbild. Hrsg. v. Verband christlicher Hausgehilfinnen, Wien 1957.
- Weg der Frau zu Recht und Geltung. Österreichischer Bundesverlag, Wien 1959.
- Über die Persönlichkeit der Frau. Gerold, Wien 1962.
- Leben, Welt und Gott. Mit einem Vorwort von Pia Maria Plechl. Selbstverlag der Wiener Katholischen Akademie, Wien 1972.